# بافق

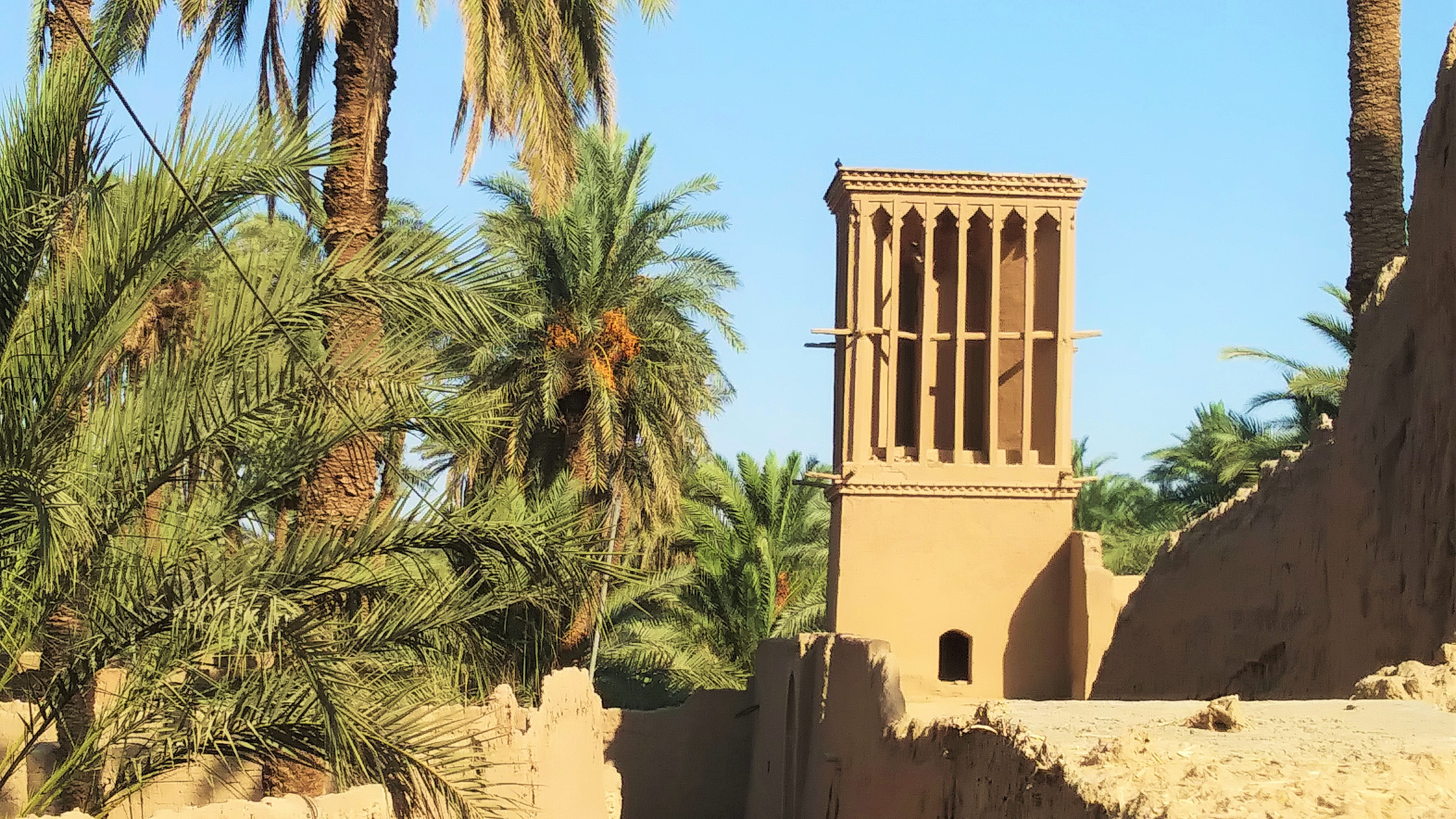
معلم شهير في المدينة

بافق مدينة إيرانية تقع جنوب شرق مدينة يزد تابعة إدارياً لمحافظة يزد. يبلغ عدد سكانها 30,867 نسمة وترتفع 1004 متر عن سطح البحر

## أعلام
- وحشي البافقي